# Fürstenberg/Havel
Fürstenberg/Havel é um município da Alemanha, situado no distrito de Oberhavel, no estado de Brandemburgo. Tem 212,61 km² de área, e sua população em 2019 foi estimada em 5.827 habitantes.